# Le Sommet des dieux (film)
Pour plus de détails, voir Fiche technique et Distribution.
Le Sommet des dieux est un film d'animation franco-luxembourgeois réalisé par Patrick Imbert, sorti en 2021.
C'est l'adaptation du manga Le Sommet des dieux de Jirō Taniguchi, lui-même d'après le roman de Baku Yumemakura. Le film reçoit des critiques positives dans la presse et il est récompensé par le César du meilleur film d'animation lors des César 2022.

## Synopsis
Au début des années 1980, Habu Jōji, orphelin sans attaches, a une passion obsessionnelle pour la haute montagne, et un don exceptionnel pour la grimpe. Il multiplie avec succès les défis dans les Alpes japonaises, mais, si les membres du club auquel il appartient admirent ses exploits, il n'est pas aimé, son caractère est trop entier. Lorsqu'un accident entraîne la mort de son jeune compagnon de cordée, Kishi, il est soupçonné de l'avoir laissé mourir. Il disparaît.
Des années plus tard Fukamachi Makoto, reporter pour un magazine de montagne, qui accompagnait une expédition japonaise dans l'Himalaya, prolonge son séjour à Katmandou. Un soir, un inconnu lui propose d'acheter un appareil photo qui ressemble fort à celui que portait l'alpiniste anglais George Mallory, disparu en juin 1924 sur la crête nord de l'Everest. Il n'y croit pas et ne veut pas l'acheter, mais ensuite il assiste par hasard à une querelle entre celui qui voulait lui vendre l'appareil et un homme en qui il croit reconnaître Habu. Entre Japon et Népal, il commence alors une véritable enquête quasiment policière pour reconstituer — sous forme de nombreux flashbacks — le parcours d'Habu et finalement réussit à avoir l’appareil photo en retrouvant Habu.

## Fiche technique
Sauf indication contraire, les informations mentionnées dans cette section peuvent être confirmées par la base de données cinématographiques IMDb,  présente dans la section « Liens externes ».
- Titre français : Le Sommet des dieux
- Réalisation : Patrick Imbert
- Scénario : Patrick Imbert, Jean-Charles Ostoréro et Magali Pouzol, d'après le manga Le Sommet des dieux de Jirō Taniguchi, lui-même d'après le roman de Baku Yumemakura
- Musique : Amine Bouhafa
- Direction artistique : David Coquard-Dassault
- Montage : Benjamin Massoubre et Camillelvis Théry
- Budget : 9,85 millions d'euros[2]
- Société de production : Folivari, Julianne Films et Melusine Productions
  - En association avec les SOFICA Cinémage 14, Indéfilms 8 et Palatine Étoile 17
- Pays de production :  France,  Luxembourg[3]
- Format : couleur — 1,85:1 — Dolby Digital
- Genre : animation
- Durée : 90 minutes
- Dates de sortie :
  - France : 10 juillet 2021 (Festival de Cannes 2021), 22 septembre 2021 (sortie nationale)

## Distribution des voix
- Damien Boisseau : Fukamachi Makoto
- Lazare Herson-Macarel : Habu Jōji jeune
- Éric Herson-Macarel : Habu Jōji vieux
- Kylian Trouillard : Kishi Buntarô
- Philippe Vincent : Miyakawa, le rédacteur en chef
- Gauthier Battoue : Inoué jeune
- Jérôme Keen : Inoué vieux
- Elisabeth Ventura : Kishi Ryôko
- François Dunoyer : Ang Tsering
- Luc Bernard : Ito
- Marc Arnaud :  Hase Tsuneo
- Cédric Dumond : Nima

Direction du doublage : Céline Ronté,

## Production

### Tournage
L'assistanat animation, la mise en couleur et le compositing ont été réalisés par le studio Les Astronautes, installé à La Cartoucherie à Bourg-lès-Valence, dans la Drôme.

## Accueil

### Accueil critique
En France, le site Allociné propose une moyenne de 4,2/5 à partir de l'interprétation de 32 critiques de presse recensées.

## Distinctions

### Récompenses
- Lumières 2022 : Meilleur film d'animation
- César 2022 : Meilleur film d'animation[8]

### Sélection
- Festival de Cannes 2021 : sélection en section Cinéma de la Plage